# Бавьера, Хосе
Хосе Луис Бавьера Наварро (исп. José Luis Baviera Navarro) (17 августа 1906, Валенсия, Испания — 13 августа 1981, Мехико, Мексика) — испанский и мексиканский актёр, актёр «Золотого века мексиканского кинематографа», врач, мастер дубляжа, продюсер, режиссёр, сценарист, а также участник Гражданской войны в Испании, внёсший огромный вклад в историю испанского и мексиканского кинематографа — 167 ролей в кино и телесериалах.

## Биография
Родился 17 августа 1906 года в Валенсии. После окончания средней школы поступил в медицинский институт, который он окончил в 1930 году и тут же начал работать врачом. В испанском кинематографе дебютировал в 1924 году и снялся в ряде фильмах. В 1930-е годы был мобилизован в армию в связи с началом Гражданской войны в Испании и отправлен на фронт. После демобилизации в 1940 году эмигрировал в Мексику. В мексиканском кинематографе дебютировал в 1942 году и с учётом испанского кинематографа снялся в 167 работах в кино и телесериалах. В четырёх фильмах сыграл роль Понтия Пилата: Иисус из Назарета, Мария Магдалина, грешница Магдалины и двух других. В 1945 году получил премию Ariel de Plata за роль Пименто в фильме Хижина
Скончался 13 августа 1981 года в Мехико от остановки сердца, не дожив буквально четырёх дней до своего 75-летнего юбилея.

## Фильмография

### Телесериалы
| Год  | Название телесериала | Роль |
| ---- | -------------------- | ---- |
| 1960 | Амбициозная          |      |
| 1968 | Агета                |      |

### Фильмы
| Год  | Название фильма, либо должность (при работе кинематографиста в области административной группы, ставится его должность, если кинематографист занят как актёр и в административной группе, то в скобках ставится соответствующая пометка) | Роль          | Страна (Испания в список не ставится, ибо по умолчанию) |
| ---- | --- | ------------- | ------------------------------------------------------- |
| 1962 | Ангел-истребитель | Леандро Гомес | Мексика                                                 |
| 1971 | Есения |               | Мексика                                                 |